# Lissone
Lissone är en ort och kommun i provinsen Monza e Brianza i regionen Lombardiet i Italien. Kommunen hade 46 017 invånare (2018).